# 佐々木りのあ
佐々木 りのあ（ささき りのあ、1992年12月3日 - ）は、日本の元AV女優。

## 来歴・人物
神奈川県出身。2012年5月にAVデビュー。エスワンで2作品に出演。
同年に「神戸莉々（こうべ りり）」に改名。
2013年7月、3作限定のE-BODY専属女優「AYU（あゆ）」となり、出演後に引退。

## 出演作品

### アダルトDVD
2012年
- 新人NO.1 STYLE 生粋美少女（5月7日、エスワン）
- エスワンスペシャル（6月7日、エスワン）
- 働くオンナ喰い 1 キャリアOLを食い散らかす!!（9月1日、プレステージ）共演:春原未来、藤原詩織
- 初めての撮影現場は営業中の健康ランド! 男湯?館内?中庭? リストバンドが光ったら公衆の面前で即ハメAVデビュー!（10月6日、SODクリエイト）他出演:梅宮彩乃、新垣奈穂
- シロウトハンター 32（10月11日、プレステージ）
- 簡単に稼げる高額バイト紹介します 代々木・専門学校生編（10月12日、S級素人）他出演:長谷川ゆり、水城りあ、明日香クレア
- 肉食系TOKYO素人GALS4時間（10月12日、BAZOOKA）他出演:Sumire、木乃くるみ、水城りあ、宮下つかさ
- 中出し強要ギャル4時間 生でハメたがる6人（11月23日、おかず。）他出演:立花樹里亜、水野アコ、橘亜希、片瀬沙里菜、伊藤あすか
- 放課後わりきりバイト 38（12月14日、S級素人）
- 生中出し女子校生 4時間 EVOLUTION 11（12月21日、BAZOOKA）他出演:平子知歌、杉咲玲奈、河合里緒奈、松下ひかり　※レンタル作品
- ナンパ即ハメ in 札幌 〜道産子素人娘を大発掘!!〜（12月28日、おかず。）他出演:明日香クレア、岩佐あゆみ、早宮さくら、倖田愛、西田ルナ
- 年末年始に久しぶりに実家に帰省した僕。昔一緒に良く遊んだ従姉妹のコがすっかり大人になっていて、しかもとっても可愛い。みんなの目を盗んで、こっそりヤッちゃいました!（12月28日、SCOOP）他出演:瀬名あゆむ、茜梨乃、松下ひかり、北川瞳

2013年
- ち○ぽ洗い屋のお仕事 12（3月7日、SODクリエイト）他出演:瀧川花音、大城かえで、榊なち、平子知歌、深田梨菜、みなせ優夏、岩佐あゆみ ほか
- 彼氏の隣で他の男とSEXしながらイキまくる女子校生!快感を覚えてしまったカラダは貞操を守れない!?（3月22日、SCOOP）他出演:篠田ゆう、持田美琴、瀬名あゆむ、茜梨乃
- 生中出し女子校生 8時間 Special 2（4月12日、BAZOOKA）他出演:平子知歌、杉咲玲奈、河合里緒奈、松下ひかり、愛内希、朝倉ことみ、今井ひろの、白川由香里、宇佐美なな　※『生中出し女子校生 4時間 EVOLUTION 11』を収録
- 現役キャバ嬢がドレスを脱いだとき… 色欲の枕営業編 4時間 11（4月19日、BAZOOKA）他出演:橘亜希、中川美香、牧瀬みさ、椎名ひかる ※レンタル作品
- 女子校生がヨダレベロベロで責めまくってあげる（5月10日、REAL）他出演:つぼみ、岩佐あゆみ、桐谷凪沙、松下ひかり、長谷川ゆり、早宮さくら、立花くるみ
- 過激すぎて放送出来なかったライブチャット映像 完全撮り下ろし 素人24人収録（5月10日、BAZOOKA）他出演:西園寺れお、Sumire、ちとせりこ、みなみ愛梨、茜梨乃、遠藤みちる、吉咲あんり、橘亜希、月本衣織、三島慧、山下優衣、初美沙希、瀬名あゆむ、成宮ひより、星野ゆず、中島あいり、稲川なつめ、椿すず、梅宮彩乃、堀内かえで、木乃くるみ、有沢実紗 ほか
- E-BODY専属デビュー GカップドM美少女 AYU（7月13日、E-BODY）
- 現役キャバ嬢がドレスを脱いだとき…8時間 SPECIAL 3（8月9日、BAZOOKA）他出演:橘亜希、中川美香、牧瀬みさ、椎名ひかる、皆町しずく、中島のりあ、島崎麻友、桐谷ユリア、立花樹里亜　※『現役キャバ嬢がドレスを脱いだとき… 色欲の枕営業編 4時間 11』を収録
- 4本番 ドM美少女の初体験（8月13日、E-BODY）
- おしゃぶりの殿堂 未公開フェラチオ8時間スペシャル（9月13日、REAL）他出演:波多野結衣、初美沙希、佐藤江梨花、泉麻那、枢木みかん、神河美音、羽月希、桜りお、RUMIKA ほか
- 帰国子女のパイパンGカップ才女に中出しSEX（9月13日、無垢）
- AYUの噴水 大量潮吹きエクスタシー（9月13日、E-BODY）